# (780) Армения
(780) Армения (арм. Հայաստան) — астероид главного пояса, который был открыт 25 января 1914 русским астрономом Григорием Неуйминым в Симеизском обсерватории Пулковской обсерватории и назван в честь Армянского государства, а точнее исторического региона в западной Азии юго-востоку от Чёрного моря и юго-западу от Каспийского моря, где находилось Анийское царство, а ранее Великая Армения.

Орбита астероида Армения и его положение в Солнечной системе
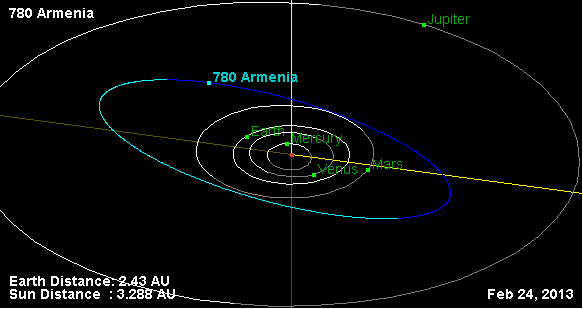
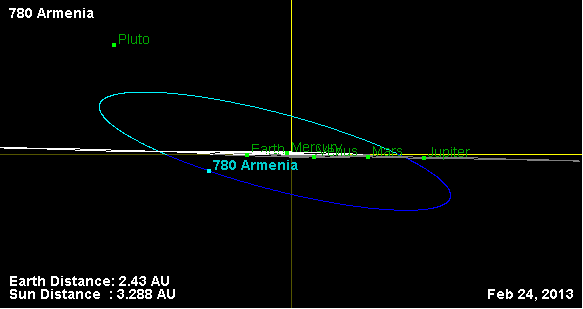